# 宇都宮市連続爆発事件
宇都宮市連続爆発事件（うつのみやしれんぞくばくはつじけん）とは、2016年10月23日に栃木県宇都宮市内の近接した3ヵ所で連続して起こった爆発事件。

## 概要
栃木県警察は宇都宮城址公園とコインパーキング、被疑者の自宅の合わせて3ヵ所で爆発物が使われたとみて、元自衛官を殺人未遂などの疑いで捜査した。容疑者はネット上に「秋葉原無差別殺傷事件のような事件を起こしたい」との趣旨の書き込みを行っていた。

### 第1の事件
2016年10月23日午前11時33分ごろ、宇都宮市のコインパーキングで車が燃えているという、通報を受け警戒中の警察官が発見。金属片を使用し殺傷能力を高めた爆発物による爆弾テロと判断される。現場付近では、焦げた直径20cmほどの圧力鍋のふたが見つかった。

### 第2の事件
第1の事件があった約6分後の午前11時40分頃に宇都宮城址公園で人が燃えているのを別の警察官が発見。のちに被疑者の元自衛官の死亡が確認される。死因は胸腹部挫滅。県警の調べで腹部付近に爆発物をベルトの様なもので固定し、公園のベンチに座って爆発させたとみられている。死亡した被疑者の靴下には遺書がはさまれていた。近くを通りかかった中学生ら3人が巻き込まれ重軽傷を負った。公園では爆発物に使用したとみられるコイル、リード線、釘、ビー玉などが散乱していた。事件当時、公園では「宇都宮城址まつり」が開催中で、事件の時間帯には江戸時代の日光社参を模した子供らによる「社参行列」が現場近くを通過予定だったが、進行の遅れから被害はなかった。

### 第3の事件
第2の事件とほぼ同じ時刻に宇都宮市内の被疑者の自宅が爆発炎上、屋根が吹き飛んだ。被疑者宅からは現場検証により複数の家庭用打ち上げ花火が見つかった。

## 被疑者
陸上自衛隊で気象予報官を長年にわたり務めたほか、所属していた航空学校宇都宮分校では地上訓練機班長として訓練に使用するためのフライトシミュレーターの改修、パソコンのCPUの改良などの業務も行った。
2017年8月23日に栃木県警察から殺人未遂、爆発物取締罰則違反（爆発物使用）、非現住建造物放火の容疑で被疑者死亡のまま宇都宮地方検察庁に書類送検され、同年12月5日に宇都宮地方検察庁から被疑者死亡で不起訴処分を受けた。

## 事件の背景
被疑者の元自衛官には、妻子がいたが、三女が2001年ころより精神疾患（統合失調症）を患っており、被疑者は医療による治療を所望したものの妻は宗教、祈祷などに頼り、被疑者の退職金などを使い果たした。このため夫婦仲が悪化。妻や娘に対する暴力を理由に離婚裁判で最高裁判所まで争ったものの敗訴する。被疑者から相談を受けていた福祉団体会長によると、三女が家で暴れたため止めに入る際に弾みで妻と娘を殴ったことがあるとしている。裁判では被疑者の主張がほとんど認められなかったことで、裁判官や弁護士に対して強い悪感情を抱くとともに、自殺願望を口にするようになっていた。
一方、被疑者の妻やその関係者らは、被疑者が自身のブログなどに書き込んだ事情はすべて嘘とし、三女が統合失調症を発症した原因は被疑者のDVであり、妻と三女に対し殴る蹴る、言葉による暴力を繰り返したため裁判所が保護命令を2回出したたほか、2012年には裁判所が配偶者からの暴力の防止及び被害者の保護等に関する法律に基づき、被疑者に対し別居中の妻への接近禁止命令を出し、2014年には離婚裁判で全面的にその主張を認め約2000万円の支払いを命じたと反論した。なお、差し押さえできたのは現金700万円だけで、逆恨みを恐れ退職後に蓄えた老後資金の差し押さえはせず、さらに自宅の競売はあきらめたほか、妻が宗教法人に2000万円をつぎ込んだのも作り話だとし、すべては被疑者の妄想の産物だったとしている。

## 事件の影響
宇都宮市の佐藤栄一市長は、10月26日の定例会見で、事件を受け市内で開かれるイベントでの安全対策を強化する方針を打ち出した。市内のイベントでの不審者や危険物への対応を想定し、専門家の意見を参考に警備員の増員、防犯カメラの増設などを検討する。